# Бриме
Бриме (фр. Brimeux) насеље је и општина у североисточној Француској у региону Север-Па д Кале, у департману Па де Кале која припада префектури Montreuil.
По подацима из 2011. године у општини је живело 813 становника, а густина насељености је износила 76,12 становника/km². Општина се простире на површини од 10,68 km². Налази се на средњој надморској висини од 10 метара (максималној 84 m, а минималној 6 m).

## Демографија
| 1962. | 1968. | 1975. | 1982. | 1990. | 1999. | 2011. |
| ----- | ----- | ----- | ----- | ----- | ----- | ----- |
| 630   | 642   | 618   | 616   | 660   | 688   | 813   |

График промене броја становника у току последњих година